# کولنی هیث
کولنی هیث (به انگلیسی: Colney Heath) یک روستا و محله مدنی در بریتانیا است که در St. Albans واقع شده‌است. کولنی هیث ۵٬۹۶۲ نفر جمعیت دارد.